# Bejirejo
Bejirejo is een bestuurslaag in het regentschap Blora van de provincie Midden-Java, Indonesië. Bejirejo telt 1904 inwoners (volkstelling 2010).